# Stealing Pulp Fiction
Stealing Pulp Fiction este un film de comedie american cu jafuri din 2024, scris, produs și regizat de Danny Turkiewicz, la debutul său regizoral. Bazat pe scurtmetrajul cu același nume al lui Turkiewicz, în distribuție joacă Jon Rudnitsky, Cazzie David, Karan Soni, Taylor Hill, Oliver Cooper și Jason Alexander. A avut premiera la Festivalul de Film de la Newport Beach pe 19 octombrie 2024 și a fost lansat la cerere și în anumite cinematografe pe 27 iunie 2025.

## Rezumat
Trei prieteni aspiranți la Hollywood complotează să fure copia personală de 35 mm a filmului Pulp Fiction al lui Quentin Tarantino din cinematograful său. Prietenii fac echipă cu terapeutul lor pentru a duce la bun sfârșit jaful.

## Distribuție
- Jon Rudnitsky în rolul lui Jonathan
- Karan Soni în rolul lui Steve
- Cazzie David în rolul Elisabetei
- Taylor Hill în rolul lui Rachel
- Oliver Cooper
- Jason Alexander în rolul dr. Mendelbaum

## Producție
Până în martie 2023, Jon Rudnitsky, Karan Soni, Cazzie David, Taylor Hill, Oliver Cooper și Jason Alexander au fost distribuiți în film, care avea să fie scris și regizat de Danny Turkiewicz.

## Lansare
Filmul a avut premiera la Festivalul de Film de la Newport Beach pe 19 octombrie 2024. A fost proiectat la Fantasporto și la Festivalul de Film de la Glasgow în 2025.
Giant Pictures a achiziționat drepturile de distribuție ale filmului în 2024. Filmul a primit o versiune video la cerere și o lansare cinematografică limitată pe 27 iunie 2025.

## Recepție critică
Pe site-ul agregator de recenzii Rotten Tomatoes, 33% din cele 18 recenzii ale criticilor sunt pozitive.
Într-o recenzie negativă, Glenn Kenny de la The New York Times a scris: „Turkiewicz imită marele film al lui Tarantino dând titluri de capitole secțiunilor sale și plasând mai multe scene într-un restaurant. Aceste secvențe nu seamănă atât de mult cu Pulp Fiction, cât mai mult cu reclamele de televiziune pentru Chili's - un loc unde te vei distra mai bine decât urmărind acest film complet greșit.”
În schimb, Ethan Padgett de la Film Threat a acordat filmului un scor de 9 din 10 și a scris: „Danny Turkiewicz oferă un film amuzant și încântător de ciudat. Jon Rudnitsky și Karan Soni formează un duo grozav în rolul lui Jonathan și Steve. Jason Alexander își etalează talentul comic în rolul Dr. Mendelbaum și aduce filmului energia sa seinfeldiană. Cinematografia lui Joshua Allen are o calitate picturală și amintește de culorile bogate văzute în filmele anilor 1970.”
Andrew Murray de la The Upcoming a fost și el pozitiv, acordând filmului trei stele din cinci și scriind: „Îmbrățișând pe deplin umorul său neobișnuit, filmul lui Turkiewicz este mai mult Napoleon Dynamite decât Profesioniștii crimei și funcționează.”